# 守護者之劍
《守護者之劍》是由台灣帝技爺如於1998年所發行的角色扮演遊戲，開發團隊為旗下的風雷工作室。本作品以華麗的2D聲光效果，吸引當時玩家的目光。隨後，也在日本、韓國、東南亞等地發行當地語言版本的遊戲。
日文版由母公司TGL代理發行，並以「特惠價格RPG（特別サービス価格RPG）」的低價格販售。

## 劇情
主角修特的未婚妻露兒死於蟲暴，為了讓露兒復活，修特來到一個叫作梅羅的小鎮上，希望找到傳說的守護者之劍。這把劍據說能達成他的心願，讓露兒復活。

## 背景
尤利部落是故事一處寒冷的高原部落，由於那裡長年飽受蟲人與蟲獸的攻擊，導致其地的人民窮困與稀少，僅存的人民為了生存，必須團結一致抵禦外敵的威脅，於是以「穴居」的方式生活，街道上防空砲塔到處可見。而尤利的孩童，從小就必須接受嚴苛的軍事訓練，來幫助尤利防禦蟲人族的侵襲。於是在全民皆兵的尤利社會中，彌漫了緊張與肅殺氣氛，於是鮮有人會有興趣去了解外地的環境與生活。男主角修特的故鄉，當年同樣遭到「蟲暴」的襲擊，幾乎無人生還，而修特的未婚妻露兒，也是死於那場災難。修特主要的活動地區是梅羅鎮跟古梅羅鎮。

## 登場角色
- 修特（Shot）

修特是遊戲的主角，他是一位19歲的男子，他總是扛著一把巨大的劍。兩年多前，家鄉遭到「蟲暴」侵襲，而在一夜之內遭到毀滅，未婚妻露兒則不幸香消玉殞，為了找到傳說中可以使露兒復活的「守護者之劍」，也為了找到殺妻滅鄉的罪魁禍首，於是他踏上了旅程
- 雪麗（Shary）

雪麗有著清純討喜的外表，她的個性是外柔內剛。她為了尋找自己的身世從何而來，決定旅行與探索。雪麗在旅途中，儘管受到各種不平的待遇與磨難，但她始終抱持著異於常人的樂觀想法，也影響男主角修特的人生價值觀
- 柯娜（Kunna）

柯娜是20歲的謎樣魔法師，個性活潑開朗，可以說是在隊伍中扮演開心果的角色，並且精通使用攻擊系咒文，是大地神官─阿爾巴的得意門生。身上肩負師父所給予的神秘任務，為了執行任務，她便與修特及雪麗一同結伴向東旅行
- 小珍（Jean）

貓女，是本作品最受玩家喜愛的角色。